# Lat Lördag
Lat Lördag var ett underhållningsprogram som sändes i Sveriges Television i sju delar under hösten 1985.

## Bakgrund
Programmet direktsändes från TV-huset i Stockholm och var 90 minuter långt. Första halvtimmen var "barnblocket", där studion fylldes med barn i publiken. 
Därefter bytes de ut mot en vuxen publik, den resterande timmen av programtiden. Utöver "Kvällens gästartist" och "Kvällens berättare", så hade radions satirgäng På Håret ett stående inslag i programmet.

## Avhopp och nypremiär
Efter bara två avsnitt valde TV1-ledningen att pausa inspelningarna av programmet. Dels hade kritiken inte varit nådig mot den nya TV-satsningen och ledningen tyckte inte heller att samspelet mellan programledarna hade fungerat på ett tillfredsställande sätt. Åke Söderqvist svarade med att lämna uppdraget som programledare. Tommy Wahlgren tog över som ersättare för Söderqvist och det gjordes även ett par rockader på programredaktionen. Men bara tre dagar före nypremiären valde även Lill Thorén att lämna programmet.
|   | Datum            | Kvällens gästartist                                                     | Kvällens berättare  |
| - | ---------------- | ----------------------------------------------------------------------- | ------------------- |
| 1 | 2 november 1985  | Hasse Andersson och Kvinnaböske Band samt Jan Malmsjö                   | Ernst-Hugo Järegård |
| 2 | 9 november 1985  | Per Gessle och Marie Fredriksson                                        | Jan-Öjvind Swahn    |
| 3 | 23 november 1985 | Tommy Körberg, Lena Nyman, Berndt Egerbladh och Stefan Demert           |                     |
| 4 | 30 november 1985 | Povel Ramel, Per Myrberg, Owe Thörnqvist och Ted Åström                 |                     |
| 5 | 7 december 1985  | Lasse Lönndahl, Peter Lundblad, Stefan Borsch och Di sma undar jårdi    |                     |
| 6 | 14 december 1985 | Elisabeth Andreassen, Fredrik Willstrand, Lasse Holm och Ingela Forsman |                     |
| 7 | 21 december 1985 | Jerry Williams, Totte Wallin, Håkan Hagegård och Lill-Babs              |                     |